# Warakoe
De (kleine) warakoe (Leporinus friderici), ook wel spotkopstaander is een straalvinnige vissensoort uit de familie van de kopstaanders (Anostomidae). De wetenschappelijke naam van de soort is voor het eerst geldig gepubliceerd in 1794 door Bloch.
De vis komt voor in Zuid-Amerika. Hij kan 40 cm lang en 2 kg zwaar worden. Het dier eet planten en insecten. Salminus hilarii is een natuurlijke vijand.
De vis wordt gegeten, maar bij een onderzoek naar de kennis van het gebruik van kwik bij de goudwinning in Suriname bleek minder dan 4% van de ondervraagden hem te eten.